# Baloghia neocaledonica
Baloghia neocaledonica là một loài thực vật có hoa trong họ Đại kích. Loài này được (S.Moore) McPherson mô tả khoa học đầu tiên năm 1987.